# K-1 WORLD GP 2008 in BUDAPEST -EUROPE GP FINAL ELIMINATION-
K-1 WORLD GP 2008 in BUDAPEST -EUROPE GP FINAL ELIMINATION-は、K-1の大会の一つ。
2008年2月9日、ハンガリーの首都ブダペストにあるブダペスト・スポーツアリーナで開催された。

## 大会概要
K-1 EUROPE GP 2008 FINAL出場への開幕戦。12人のファイターがヨーロッパ大会出場を賭けて争った（前回優勝者のポール・スロウィンスキーは除く）。
ザビット・サメドフ、カタリン・モロサヌ、エロール・ジマーマン、フレディ・ケマイヨ、アティラ・カラチ、ビヨン・ブレギーの6名の選手が勝ち抜いた。

## 試合結果

### オープニングファイト
第1試合 3分3R
○  キハメロ・ブルネロ vs.  ギタ・ロニタ ×
2R 0:12 TKO（ドクターストップ）
第2試合 3分3R
○  シュルト・ナチ vs.  チムポエル・バレンティン ×
3R終了 判定3-0
第3試合 3分3R
○  アティラ・ドロパン vs.  アデム・ベラシ ×
3R終了 判定2-1

### K-1 EUROPE GP 2008 開幕戦
第1試合 K-1ルール 3分3R
○  ジャナン・ポトラック vs.  ティボール・ナチ ×
1R 0:38 KO（右フック）
第2試合 K-1ルール 3分3R
○  ダニエル・トゥルク vs.  アントニン・ドゥシェック ×
3R終了 判定3-0
第3試合 EUROPE GP 開幕戦 第1試合 3分3R
○  ザビット・サメドフ vs.  ヴィトー・ミランダ ×
3R終了 判定2-0
※サメドフがヨーロッパ大会出場権を獲得
第4試合 EUROPE GP 開幕戦 第2試合 3分3R
○  カタリン・モロサヌ vs.  エルハン・デニス ×
延長R終了 判定3-0
※モロサヌがヨーロッパ大会出場権を獲得
第5試合 EUROPE GP 開幕戦 第3試合 3分3R
○  フレディ・ケマイヨ vs.  セルゲイ・グール ×
2R 2:53 KO（右ローキック）※2R、グールはローキックでダウン2あり
※ケマイヨがヨーロッパ大会出場権を獲得
第6試合 HERO'Sルール 5分2R
○  シャンドール・ボロッシュ vs.  ポーリアス・ポスカ ×
1R 1:12 肩固め
第7試合 EUROPE GP 開幕戦 第4試合 3分3R
○  エロール・ジマーマン vs.  トヴァロヴィッチ・ダミール ×
2R 2:32 KO（パンチ連打）※2R、ダミールはローキック、パンチ連打でダウン2あり
※ジマーマンがヨーロッパ大会出場権を獲得
第8試合 EUROPE GP 開幕戦 第5試合 3分3R
○  アティラ・カラチ vs.  ピーター・ボンドラチェック ×
3R 1:21 KO（右フック）※2R、ボンドラチェックは右フックでダウン2あり
※カラチがヨーロッパ大会出場権を獲得
第9試合 EUROPE GP 開幕戦 第6試合 3分3R
○  ビヨン・ブレギー vs.  ポーラ・マタエレ ×
2R 1:12 KO（右ストレート）
※ブレギーがヨーロッパ大会出場権を獲得